# Coluber largeni
Coluber largeni este o specie de șerpi din genul Coluber, familia Colubridae, descrisă de Beat Schätti în anul 2001. Conform Catalogue of Life specia Coluber largeni nu are subspecii cunoscute.